# À la veille
À la veille (Накануне) est un roman de l'écrivain russe Ivan Tourgueniev, paru en feuilleton en 1860 dans Le Messager russe.

## Résumé
La bonne famille des Stahov est l'archétype des bourgeois russes du milieu du XIXe siècle : le père est volage, la mère ennuie tout le monde avec ses sempiternelles plaintes et leur fille, Hélèna, est aussi romantique et rêveuse que grande dévoreuse de romans sociaux. Ouverte aux idées nouvelles, la jeune fille passe pour une révolutionnaire dans le milieu conservateur où elle est née, et dans lequel, en grandissant, elle se sent étrangère.  
Héléna a deux soupirants, un philosophe et un sculpteur, mais c'est chez un troisième jeune homme, l'étudiant bulgare Insarov, qu'elle trouvera bientôt tout ce dont elle avait rêvé. Peu après leur rencontre, Insarov, qui voulait quitter la ville, tombe malade. Cloué au lit par une pneumonie, il est soigné par le jeune philosophe, son rival. Héléna vient le voir chaque jour. Leurs relations deviennent plus étroites. Peu après, la jeune fille épouse clandestinement le Bulgare. Or, les commérages vont bon train et parviennent aux oreilles du père Stahov. Au cours d'une discussion orageuse entre père et fille, cette dernière lui apprend qu'elle est mariée. Le père, qui ne s'est pourtant jamais soucié de sa fille, se demande comment il a pu en arriver là. Le jeune couple part pour Venise, d'où il compte gagner la Bulgarie : Insarov veut en effet s'engager dans des luttes patriotiques. L'agitation du voyage cause toutefois une recrudescence de la maladie, et le jeune époux meurt. Hélèna ira enterrer le corps de son époux dans sa patrie, en Bulgarie, où elle entend vivre, désormais, loin des siens.   

## Éditions françaises
- Elena, traduit par H. Delaveau dans Nouvelles scènes de la vie russe, Paris, Dentu, 1861
- À la veille, traduit par Ilia Danilovitch Halpérin-Kaminskiĭ, Paris, Hetzel, 1886
- Héroïsme d'amour: (à la veille), traduit par Marc Semenoff, Paris, Ollendorff, 1922
- À la veille, traduit par Françoise Flamant, dans Romans et nouvelles complets, tome II, Paris, Éditions Gallimard, « Bibliothèque de la Pléiade », 1982  (ISBN 978-2-07-010980-7)